# Лунный музей
«Лунный музей» (англ. Moon Museum) — художественное произведение шести американских авторов — Роберта Раушенберга, Дэвида Новроса, Джона Чемберлена, Класа Олденбурга, Форреста Майерса и Энди Уорхола — на керамической пластине размером три четверти дюйма на половину дюйма (1,9 см × 1,3 см).
Утверждается, что эта пластина якобы была тайно прикреплена к одной из ног Лунного посадочного модуля и впоследствии была оставлена на Луне в результате экспедиции Аполлон-12. Считается первым космическим арт-объектом. Однако невозможно точно утверждать, что пластина осталась на Луне, не отправив для этого специальную космическую миссию.

## Описание
Произведение представляет собой керамическую пластину размером три четверти дюйма на половину дюйма (1,9 см × 1,3 см) на которой расположено шесть чёрно-белых работ.
Верхний ряд.
1) Рисунок Энди Уорхола — или стилизованные инициалы Энди или «ракетный корабль» или пенис. На изображении, часто ассоциируемом с Лунным музеем, рисунок Уорхола покрыт большим пальцем. 2) «Линия» Роберта Раушенберга. 3) Чёрный квадрат с тонкими белыми линиями Дэвида Новроса.
Нижний ряд.
1) «Схема» Джона Чемберлена. 2)«Геометрический Микки Маус» Класа Олденбурга. 3) Сгенерированный компьютером рисунок под названием «Взаимосвязь» Форреста Майерса.

## История

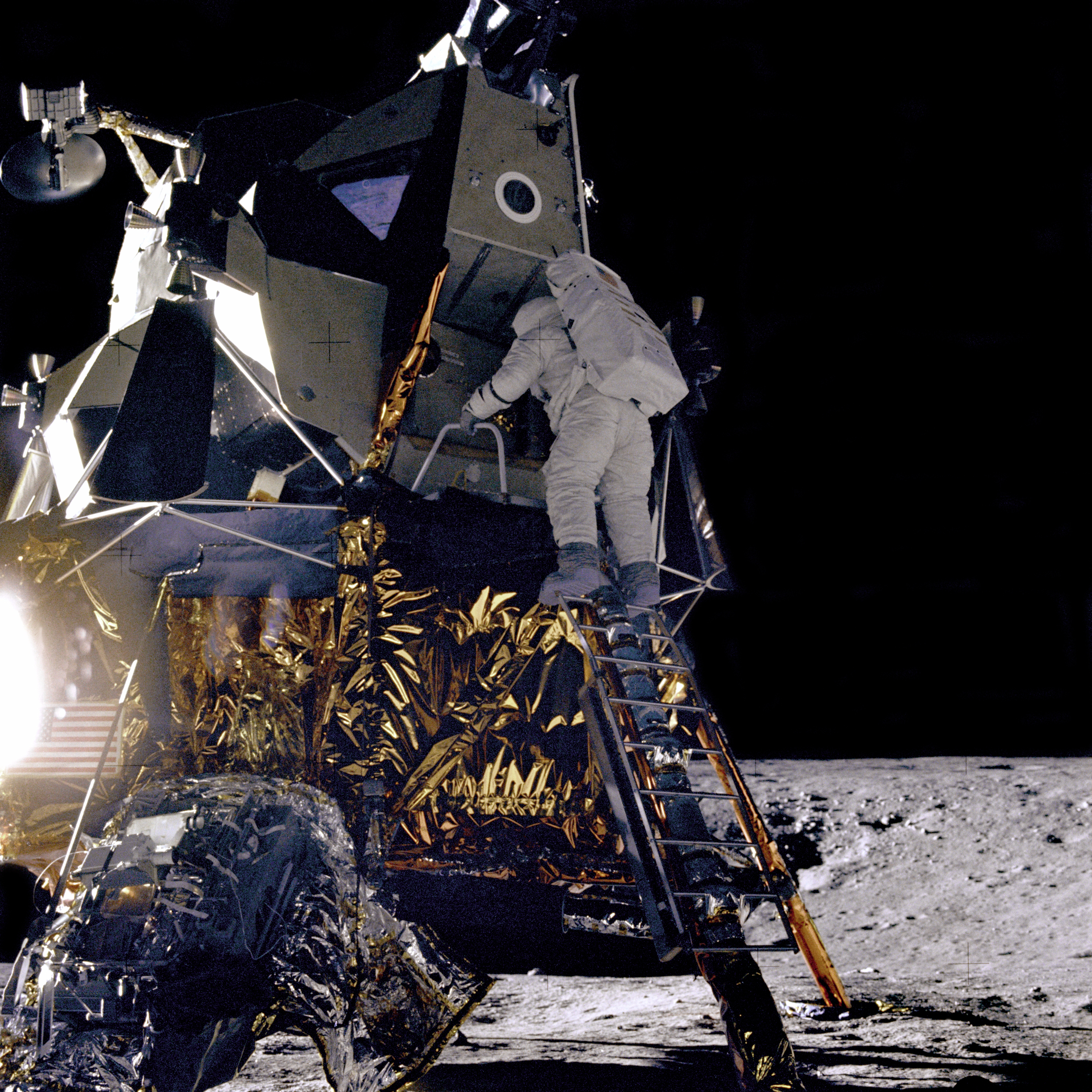
Лунный посадочный модуль LM-6 корабля Аполлон-12

Идея создания этого произведения принадлежит Форресту Майерсу, который предложил сделать на керамической пластине миниатюрный музей работ шести выдающихся американских художников и оставить его на Луне. Все попытки Майерса сделать это официальным образом через НАСА не увенчались успехом. Тогда он решил идти нелегальным путём, решив пронести пластину на борт космического корабля без официального разрешения. Майерс связался с сотрудниками некоммерческой группы Experiments in Art and Technology, а также сотрудниками из Лабораторий Белла и Фредом Вальдхауэром (инженер Grumman Corporation), вместе с которыми было создано от 16 до 20 керамических пластин с выгравированными на них миниатюрами шести художников. Одна из пластин была передана на Лунный модуль, остальные разошлись между участниками этого проекта. Собственно размещение пластины на космическом корабле обеспечил Фред Вальдхауэр, подтвердив этот факт специальной телеграммой в адрес Форреста Майерса.
Факт проведения этой акции был скрыт от общественности до тех пор, пока Майерс не сообщил об этом New York Times, которая опубликовала статью о проекте.